# Ausschuss für Umwelt, Klimaschutz, Naturschutz und nukleare Sicherheit
Der Ausschuss für Umwelt, Klimaschutz, Naturschutz und nukleare Sicherheit (zuvor: Ausschuss für Umwelt, Naturschutz, nukleare Sicherheit und Verbraucherschutz) ist seit seiner Einrichtung im Jahr 2021 während der 20. Legislaturperiode ein ständiger Bundestagsausschuss.

## Aufgaben
Der Ausschuss ist federführend oder beratend an allen Gesetzentwürfen, Anträgen, Berichten sowie EU-Vorlagen zu jenen Themen beteiligt, die seinen Namen ausmachen.

## Bisherige Ausschüsse
In der Namensgebung des Ausschusses spiegelt sich seine Wandlung in Inhalten und Kompetenzen im Laufe der Jahre wider:
- 1986–2013: Ausschuss für Umwelt, Naturschutz und Reaktorsicherheit
- 2013–2018: Ausschuss für Umwelt, Naturschutz, Bau und Reaktorsicherheit
- 2018–2021: Ausschuss für Umwelt, Naturschutz und nukleare Sicherheit[1]
- 2021–2025: Ausschuss für Umwelt, Naturschutz, nukleare Sicherheit und Verbraucherschutz
- ab 2025: Ausschuss für Umwelt, Klimaschutz, Naturschutz und nukleare Sicherheit

## Mitglieder der 21. Legislaturperiode
| Anna Aeikens         | Artur Auernhammer            | Andreas Bleck        | Carolin Bachmann  | Jakob Blankenburg *   | Nadine Heselhaus  | Lisa Badum           | Karl Bär           | Violetta Bock *     | Marcel Bauer     |  |  |
| Sascha van Beek      | Günter Baumgartner           | Michael Blos         | Thomas Dietz      | Helmut Kleebank       | Heike Heubach     | Harald Ebner         | Armin Grau         | Fabian Fahl         | Katalin Gennburg |  |  |
| Florian Bilic        | Uwe Feiler                   | Ingo Hahn            | Udo Hemmelgarn    | Dunja Kreiser         | Franziska Kersten | Jan-Niclas Gesenhues | Linda Heitmann     | Mareike Hermeier    | Sahra Mirow      |  |  |
| Leif Erik Bodin      | Georg Günther                | Karsten Hilse        | Thomas Korell     | Isabel Mackensen-Geis | Esra Limbacher    | Steffi Lemke         | Michael Kellner    | Lorenz Gösta Beutin | Luigi Pantisano  |  |  |
| Benedikt Büdenbender | Andreas Jung                 | Rainer Kraft         | Danny Meiners     | Holger Mann           | Nina Scheer       | Julia Schneider *    | Swantje Michaelsen |                     |                  |  |  |
| Alexander Engelhard  | Nicklas Kappe                | Manuel Krauthausen   | Jan Nolte         | Daniel Rinkert        | Svenja Schulze    |                      |                    |                     |                  |  |  |
| Thomas Gebhart *     | Anja Karliczek               | Marcel Queckemeyer * | Raimond Scheirich | Michael Thews         | N.N.              |                      |                    |                     |                  |  |  |
| Mark Helfrich        | Christoph Ploß               | Paul Schmidt         | Thomas Stephan    |                       |                   |                      |                    |                     |                  |  |  |
| Hans Koller          | Markus Reichel               | Martina Uhr          | Mathias Weiser    |                       |                   |                      |                    |                     |                  |  |  |
| Klaus Mack           | Björn Simon                  |                      |                   |                       |                   |                      |                    |                     |                  |  |  |
| Volker Mayer-Lay     | Anja Weisgerber              |                      |                   |                       |                   |                      |                    |                     |                  |  |  |
| Christian Moser      | Maria-Lena Weiss             |                      |                   |                       |                   |                      |                    |                     |                  |  |  |
| N.N.                 | Elisabeth Winkelmeier-Becker |                      |                   |                       |                   |                      |                    |                     |                  |  |  |

## Mitglieder in der 20. Legislaturperiode
Vorsitzender des Ausschusses im 20. Deutschen Bundestag ist der Abgeordnete Harald Ebner (Bündnis 90/Die Grünen).
Die 38 Mitglieder des Ausschusses setzen sich aus elf Mitgliedern der CDU/CSU-Bundestagsfraktion, zehn Mitgliedern der SPD-Fraktion, sechs Mitgliedern der Bundestagsfraktion Bündnis 90/Die Grünen, fünf Mitgliedern der Fraktion der Freien Demokraten, vier Mitgliedern der AfD-Bundesfraktion, sowie zwei Mitgliedern der Linksfraktion zusammen.
| CDU/CSU – Ordentliches Mitglied | CDU/CSU – Stellvertretendes Mitglied | SPD – Ordentliches Mitglied | SPD – Stellvertretendes Mitglied | AfD – Ordentliches Mitglied | AfD – Stellvertretendes Mitglied | FDP – Ordentliches Mitglied | FDP – Stellvertretendes Mitglied | Die Linke – Ordentliches Mitglied | Die Linke – Stellvertretendes Mitglied | Bündnis 90/Die Grünen – Ordentliches Mitglied | Bündnis 90/Die Grünen – Stellvertretendes Mitglied |
| ------------------------------- | ------------------------------------ | --------------------------- | -------------------------------- | --------------------------- | -------------------------------- | --------------------------- | -------------------------------- | --------------------------------- | -------------------------------------- | --------------------------------------------- | -------------------------------------------------- |
| Astrid Damerow *                | Steffen Bilger                       | Jakob Blankenburg           | Daniel Baldy                     | Andreas Bleck *             | Petr Bystron                     | Muhanad Al-Halak            | Karlheinz Busen                  | Ralph Lenkert                     | Sören Pellmann                         | Harald Ebner                                  | Karl Bär                                           |
| Alexander Engelhard             | Heike Brehmer                        | Axel Echeverria             | Anna Kassautzki                  | Jürgen Braun                | Götz Frömming                    | Nils Gründer                | Gero Hocker                      | Amira Mohamed Ali *               | Victor Perli                           | Tessa Ganserer                                | Emilia Fester                                      |
| Oliver Grundmann                | Uwe Feiler                           | Nadine Heselhaus            | Sylvia Lehmann                   | Thomas Ehrhorn              | Karsten Hilse                    | Ulrike Harzer               | Carina Konrad                    |                                   |                                        | Jan-Niclas Gesenhues                          | Bernhard Herrmann                                  |
| Christian Hirte                 | Thomas Gebhart                       | Franziska Kersten           | Isabel Mackensen-Geis            | Rainer Kraft                | Jan Ralf Nolte                   | Olaf in der Beek            | Stephan Seiter                   |                                   |                                        | Armin Grau                                    | Ingrid Nestle                                      |
| Anja Karliczek                  | Fabian Gramling                      | Helmut Kleebank             | Matthias Miersch                 |                             |                                  | Judith Skudelny *           | Jens Teutrine                    |                                   |                                        | Linda Heitmann                                | Stefan Schmidt                                     |
| Klaus Mack                      | Michael Kießling                     | Dunja Kreiser               | Lennard Oehl                     |                             |                                  |                             |                                  |                                   |                                        | Tabea Rößner                                  | Julia Verlinden                                    |
| Volker Mayer-Lay                | Markus Reichel                       | Daniel Rinkert              | Michael Schrodi                  |                             |                                  |                             |                                  |                                   |                                        |                                               |                                                    |
| Björn Simon                     | Stephan Stracke                      | Daniel Schneider            | Emily Vontz                      |                             |                                  |                             |                                  |                                   |                                        |                                               |                                                    |
| Anja Weisgerber                 | Hans-Jürgen Thies                    | Lina Seitzl                 | Katrin Zschau                    |                             |                                  |                             |                                  |                                   |                                        |                                               |                                                    |
| Klaus Wiener                    |                                      | Michael Thews               |                                  |                             |                                  |                             |                                  |                                   |                                        |                                               |                                                    |
|                                 |                                      | Carsten Träger *            |                                  |                             |                                  |                             |                                  |                                   |                                        |                                               |                                                    |

## Mitglieder in der 19. Legislaturperiode
Vorsitzende im 19. Deutschen Bundestag war die Abgeordnete Sylvia Kotting-Uhl (Bündnis 90/Die Grünen). Der Stellvertretende Ausschussvorsitzende war Michael Thews (SPD).
Der Ausschuss setzte sich aus 39 Mitgliedern zusammen.
| CDU/CSU – Ordentliches Mitglied | CDU/CSU – Stellvertretendes Mitglied | SPD – Ordentliches Mitglied | SPD – Stellvertretendes Mitglied | AfD – Ordentliches Mitglied | AfD – Stellvertretendes Mitglied | FDP – Ordentliches Mitglied | FDP – Stellvertretendes Mitglied | Die Linke – Ordentliches Mitglied | Die Linke – Stellvertretendes Mitglied | Bündnis 90/Die Grünen – Ordentliches Mitglied | Bündnis 90/Die Grünen – Stellvertretendes Mitglied |
| ------------------------------- | ------------------------------------ | --------------------------- | -------------------------------- | --------------------------- | -------------------------------- | --------------------------- | -------------------------------- | --------------------------------- | -------------------------------------- | --------------------------------------------- | -------------------------------------------------- |
| Astrid Damerow                  | Michael von Abercron                 | Klaus Mindrup               | Martin Burkert                   | Marc Bernhard               | Udo Hemmelgarn                   | Grigorios Aggelidis         | Karlheinz Busen                  | Caren Lay                         | Lorenz Gösta Beutin                    | Lisa Badum                                    | Harald Ebner                                       |
| Marie-Luise Dött *              | Sybille Benning                      | Ulli Nissen                 | Timon Gremmels                   | Andreas Bleck               | Heiko Heßenkemper                | Olaf in der Beek            | Christoph Meyer                  | Ralph Lenkert *                   | Victor Perli                           | Bettina Hoffmann                              | Oliver Krischer                                    |
| Hermann Färber                  | Ingo Gädechens                       | Detlev Pilger               | Marcus Held                      | Karsten Hilse *             | Frank Magnitz                    | Lukas Köhler *              | Martin Neumann                   | Eva-Maria Schreiber               | Ingrid Remmers                         | Sylvia Kotting-Uhl                            | Christian Kühn                                     |
| Oliver Grundmann                | Christian Haase                      | Nina Scheer                 | Arno Klare                       | Rainer Kraft                | Stephan Protschka                | Judith Skudelny             | Frank Sitta                      | Hubertus Zdebel                   | Harald Weinberg                        | Steffi Lemke *                                | Julia Verlinden                                    |
| Michael Kießling                | Alexander Krauß                      | Michael Schrodi             | Isabel Mackensen-Geis            | Heiko Wildberg              | Dirk Spaniel                     |                             |                                  |                                   |                                        |                                               |                                                    |
| Rüdiger Kruse                   | Daniela Ludwig                       | Frank Schwabe               | Matthias Miersch                 |                             |                                  |                             |                                  |                                   |                                        |                                               |                                                    |
| Michael Kuffer                  | Florian Oßner                        | Michael Thews               | René Röspel                      |                             |                                  |                             |                                  |                                   |                                        |                                               |                                                    |
| Karsten Möring                  | Eckhard Pols                         | Carsten Träger *            | –                                |                             |                                  |                             |                                  |                                   |                                        |                                               |                                                    |
| Klaus-Peter Schulze             | Johannes Röring                      |                             |                                  |                             |                                  |                             |                                  |                                   |                                        |                                               |                                                    |
| Torsten Schweiger               | Stefan Sauer                         |                             |                                  |                             |                                  |                             |                                  |                                   |                                        |                                               |                                                    |
| Björn Simon                     | Reinhold Sendker                     |                             |                                  |                             |                                  |                             |                                  |                                   |                                        |                                               |                                                    |
| Volkmar Vogel                   | Bernd Siebert                        |                             |                                  |                             |                                  |                             |                                  |                                   |                                        |                                               |                                                    |
| Kai Wegner                      | Hans-Jürgen Thies                    |                             |                                  |                             |                                  |                             |                                  |                                   |                                        |                                               |                                                    |
| Anja Weisgerber *               | –                                    |                             |                                  |                             |                                  |                             |                                  |                                   |                                        |                                               |                                                    |

## Mitglieder in der 18. Legislaturperiode
Die 36 Mitglieder des Ausschusses setzten sich aus 17 Mitgliedern der CDU/CSU-Bundestagsfraktion, elf Mitgliedern der SPD-Fraktion, sowie jeweils vier Mitgliedern der Linksfraktion und der Bundestagsfraktion Bündnis 90/Die Grünen zusammen.
| CDU/CSU – Ordentliches Mitglied | CDU/CSU – Stellvertretendes Mitglied | SPD – Ordentliches Mitglied | SPD – Stellvertretendes Mitglied | Die Linke – Ordentliches Mitglied | Die Linke – Stellvertretendes Mitglied | Bündnis 90/Die Grünen – Ordentliches Mitglied | Bündnis 90/Die Grünen – Stellvertretendes Mitglied |
| ------------------------------- | ------------------------------------ | --------------------------- | -------------------------------- | --------------------------------- | -------------------------------------- | --------------------------------------------- | -------------------------------------------------- |
| Artur Auernhammer               | Thomas Bareiß                        | Marco Bülow                 | Sören Bartol                     | Heidrun Bluhm                     | Sigrid Hupach                          | Sylvia Kotting-Uhl                            | Annalena Baerbock                                  |
| Marie-Luise Dött *              | Sybille Benning                      | Michael Peter Groß          | Dirk Becker                      | Ralph Lenkert *                   | Caren Lay                              | Christian Kühn                                | Bärbel Höhn                                        |
| Thomas Gebhart                  | Herlind Gundelach                    | Ulrich Hampel               | Martin Burkert                   | Hubertus Zdebel                   | Kirsten Tackmann                       | Steffi Lemke                                  | Lisa Paus                                          |
| Josef Göppel                    | Olav Gutting                         | Hiltrud Lotze               | Bernhard Daldrup                 | Eva Bulling-Schröter              | Pia-Beate Zimmermann                   | Peter Meiwald *                               | Julia Verlinden                                    |
| Oliver Grundmann                | Mark Helfrich                        | Matthias Miersch *          | Saskia Esken                     |                                   |                                        |                                               |                                                    |
| Christian Haase                 | Andreas Jung                         | Klaus Mindrup               | Marcus Held                      |                                   |                                        |                                               |                                                    |
| Sylvia Jörrißen                 | Rüdiger Kruse                        | Ulli Nissen                 | René Röspel                      |                                   |                                        |                                               |                                                    |
| Steffen Kanitz                  | Uwe Lagosky                          | Detlev Pilger               | Nina Scheer                      |                                   |                                        |                                               |                                                    |
| Yvonne Magwas                   | Philipp Graf Lerchenfeld             | Frank Schwabe               | Claudia Tausend                  |                                   |                                        |                                               |                                                    |
| Matern von Marschall            | Ingbert Liebing                      | Michael Thews               | Ute Vogt                         |                                   |                                        |                                               |                                                    |
| Karsten Möring                  | Georg Nüßlein                        | Carsten Träger              | Steffen-Claudio Lemme            |                                   |                                        |                                               |                                                    |
| Carsten Müller                  | Florian Oßner                        |                             |                                  |                                   |                                        |                                               |                                                    |
| Ulrich Petzold                  | Eckhard Pols                         |                             |                                  |                                   |                                        |                                               |                                                    |
| Klaus-Peter Schulze             | Oliver Wittke                        |                             |                                  |                                   |                                        |                                               |                                                    |
| Volkmar Vogel                   | Barbara Woltmann                     |                             |                                  |                                   |                                        |                                               |                                                    |
| Kai Wegner                      | Matthias Zimmer                      |                             |                                  |                                   |                                        |                                               |                                                    |
| Anja Weisgerber                 |                                      |                             |                                  |                                   |                                        |                                               |                                                    |

## Mitglieder in der 16. Legislaturperiode
Von 2005 bis 2009 bestand der Ausschuss aus 31 Mitgliedern, 11 von der CDU/CSU-Fraktion, 11 von der SPD sowie je drei von der FDP, Die Linke und Bündnis 90/Die Grünen.
CDU/CSU-Fraktion
- Klaus Brähmig
- Michael Brand
- Marie-Luise Dött
- Maria Flachsbarth
- Thomas Gebhart
- Josef Göppel (Obmann)
- Christian Hirte
- Andreas Jung
- Jens Koeppen
- Ingbert Liebing
- Georg Nüßlein
- Michael Paul
- Ulrich Petzold

FDP-Fraktion
- Angelika Brunkhorst
- Michael Kauch
- Lutz Knopek
- Horst Meierhofer (Obmann)
- Judith Skudelny

SPD-Fraktion
- Dirk Becker
- Gerd Bollmann
- Marco Bülow
- Oliver Kaczmarek
- Bärbel Kofler
- Matthias Miersch (Obmann)
- Frank Schwabe
- Ute Vogt

Fraktion Bündnis 90/Die Grünen
- Hans-Josef Fell
- Oliver Krischer
- Hermann E. Ott
- Dorothea Steiner (Obfrau)

Fraktion Die Linke
- Eva Bulling-Schröter
- Ralph Lenkert (Obmann)
- Sabine Ursula Stüber
- Dorothée Menzner

## Ausschussvorsitzende
- seit 2025: Lorenz Gösta Beutin (Die Linke)
- 2021–2025: Harald Ebner  (Bündnis 90/Die Grünen)
- 2018–2021: Sylvia Kotting-Uhl (Bündnis 90/Die Grünen)
- 2014–2017: Bärbel Höhn (Bündnis 90/Die Grünen)